# عمر بيردومو
عمر بيردومو (بالإسبانية: Omar Perdomo)‏ (3 يوليو 1993 بلاس بالماس دي غران كناريا في إسبانيا - ) هو لاعب كرة قدم إسباني في مركز جناح ‏. لعب مع أونيون فييرا ونادي تينيريفي وأتلتيكو مدريد ج وتينيريفي ب وEstrella CF ‏ وUniversidad de Las Palmas CF ‏ وUD Las Palmas Atlético ‏.

## وصلات خارجية
- عمر بيردومو على موقع قاعدة بيانات كرة القدم.إي يو (الإنجليزية)
- عمر بيردومو على موقع Soccerway.com (الإنجليزية)
- عمر بيردومو على موقع AS.com (الإسبانية)